# 天津文化
天津文化是运河文化和海洋文化兼容的产物。早期传统文化，漕运文化形成了天津城市商业文明的初始形态，但最终将天津城市文化积淀定格的是始于1860年的开埠，近代工商文明，教育科技文化的引入使天津的精英文化迅速壮大，市民文化虽然也在发展，但是显然已变成亚文化。不同于周边地区，天津老移民以皖苏浙三省移民及其后代为多，故天津文化在传统江淮文化的基础上融合了包括华北文化在内的各种地域文化，使得天津文化具有开放而又自成一体的独特风格。
改革开放以来天津举办过很多文化活动，并翻修建造了一些文化设施，包括了天津音乐厅、天津博物馆、天津图书馆、天津美术学院美术馆等。天津音乐厅因市政建设需要被移位，现已重新对公众开放，以举行交响乐音乐会为主。天津市目前正在建设天津文化中心包括天津美术馆、天津图书馆、天津大剧院等建筑，建成后将成为天津城市文化新地标。

## 艺术

### 曲艺
天津被称为“曲艺之乡”，而天津曲艺的发祥地为西城根儿、侯家后一带，但随着市区的南移，自20世纪初，各种伎艺人便纷纷到南市谋生。除在广场上露天表演外，早年在侯家后兴起的落子馆也相继在南市出现。

#### 京剧

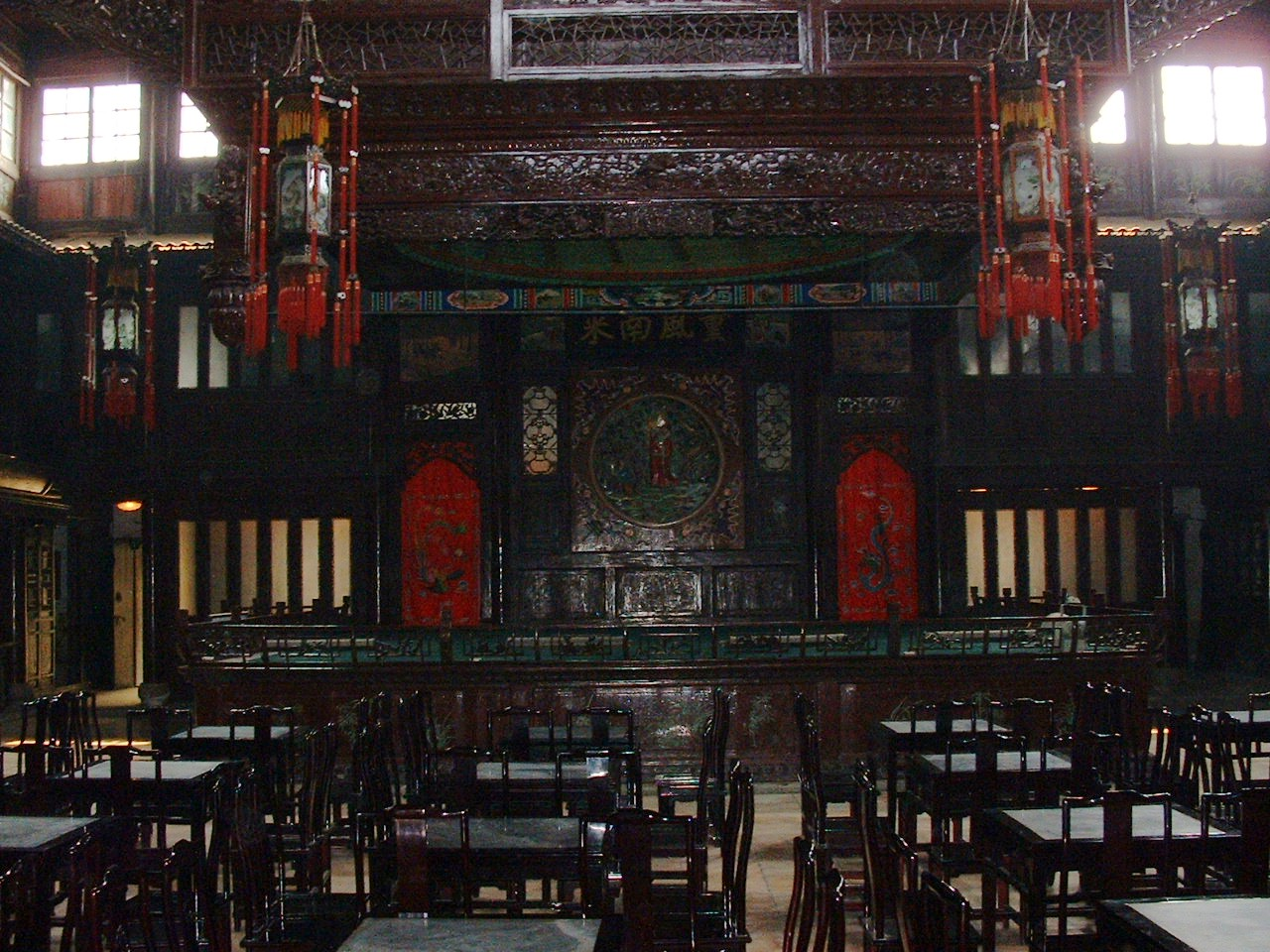
天津广东会馆

京剧是在清朝道光年间传入天津的，同治年间，天津京剧开始兴盛。天津作为中国北方戏剧艺术的发祥地之一，素有戏曲“南北交汇的大码头”之称。在梨园界曾经有一个约定俗成的说法，就是“北京学艺，天津唱红，上海赚钱”。所以当时凡是京剧界的名家，几乎没有没到过天津一展风采的。像刘赶三，孙菊仙，章遏云，厉慧良，张春华，正说明天津在京剧发展史上的特殊地位。1956年，天津京剧团正式成立，除市京剧团外，还有建华、建新、荣新、塘沽等京剧团体。著名演员有杨荣环，赵松樵等。文革时期，除市京剧团外，其他京剧团体一律解散。天津京剧团演出的剧目只有“八个样板戏”。直至80年代，天津京剧才再获新生。始建于1936年的天津中国大戏院是中国戏剧舞台史上一个重要的演出场所，“四大须生”、“四大名旦”、“四小名旦”以及各著名行当流派创始人都曾在这里登台演出过。广东会馆（现改为天津戏剧博物馆）是天津现今保存最完整的清代会馆建筑，里面保存有中国目前规模最大的古典式戏楼。梅兰芳、杨小楼、孙菊仙等人都曾在此登台献艺。这里还保存着许多京剧名家的道具和戏装、文物等。 著名的天津京剧演员有：杨宝森、李荣威、厉慧良、丁至云、张世麟、林玉梅等。

#### 相声
天津相声兴始于清末民初。大约清末民初于天津城圈左近——西城根和北城根，开始有了专供艺人演出的两块“明地”。 天津的撂地演出集中于民国初年，但此后多年也并未泯灭，直至解放以前仍是不少相声演员谋生的手段。大约在二十年代前后，天津出现了由席棚发展而成的书场、茶社，并逐渐接纳了相声演员演出。抗日战争时期，一些相声演员表现出民族气节。常宝堃曾经两次因为讽刺日治政府而被捕，张寿臣公开赞扬吉鸿昌等人的抗日，批评当局的不抵抗政策，也曾因为讽刺当时天津的警察“贱”遇到麻烦。1949年后，天津相声艺人逐渐转型，将相声的内容加以改造，去掉了大量不良段子。使相声快速普及，成为全国性、全民性的曲艺形式。现今在天津的许多小剧场与茶馆都可以听到相当精采的传统相声。而同样曾在茶馆传统方式演出的天津相声演员郭德纲在2005年之后的突然走红，虽然不同于真正的茶馆相声，但还是给观众带了一些对传统的认同。著名的天津相声演员有：马三立、侯宝林、冯巩、郭德纲等。

#### 天津快板
天津快板起源于50年代，是由群众自发创造并发展起来的。这种快板完全以天津方言来表演，在形式上采用了数来宝的数唱方式及快板书所用的节子板，同时配以天津时调中“数子”的曲调，用三弦伴奏，别具一格。天津快板风格粗纩、爽朗、明快、幽默，有着浓厚的生活气息和地方风味。著名的天津快板演员有：李润杰、张志宽等。

#### 天津时调
天津时调是天津曲艺中最有代表性的曲种之一，清末民初以来流传于天津（主要在船夫、搬运工人、手工业者、人力车夫中传唱）。它渊源于明、清以来的时调小曲，又和很多地区的民间小调有密切关系。它用天津地方语的字音演唱，内容通俗易懂，腔调高亢爽朗，具有浓郁的天津乡土气息。著名的天津时调演员有：王毓宝等。

#### 河北梆子
河北梆子是中国古老戏曲剧种之一。在民间它以北京、天津两大城市和河北农村为基地，逐渐向邻近省市传播。建国后，天津河北梆子剧团成批恢复和建立，天津复兴剧社、移风剧社、益民剧社、民主剧社相继成立。之后，天津成立了国营河北梆子剧团。

#### 京东大鼓
京东大鼓是中国曲艺曲种之一，属板腔体鼓曲，起源于北京以东的河北宝坻（今属天津市）、香河地区，于20世纪20年代确立于天津。著名的天津京东大鼓演员有：刘文斌等。

### 文学
天津文学这一概念，更多是在文学史的“国家叙事”基础上成立的，而不是作为独立的“地域文学”存在的。“天津文学”在某一历史阶段曾间断性地呈现出“地域特色”，如“津味小说”的出现，但置放到一个更为长远的历史视域来看，“天津文学”的地域性和传承性都不那么明显。 天津著名作家有：宫白羽、梁斌、孙犁、穆旦、曹禺、邓友梅、浩然、冯骥才、航鹰、蒋子龙、王蓝、林希等。

### 电影
电影一词起源于天津。1905年6月16日，天津《大公报》刊登了英商快利洋行的一則广告《活动電光影戏出售》，文中写道「兹由外洋运到新式电影机器一副……」。這是文献记载「电影」二字组合第一次出现。从此以后，借由《大公报》在京津冀的影响，「电影」一词开始普及。

#### 历史
据岩崎昶撰写的《日本电影史》介绍，日本在1897年才看到能够在观众面前放映的电影，而天津的电影放映比日本早一年，与上海同步。在20世纪30年代左右，天津有电影院40多家，电影发行公司40多家，一年中放映国内外电影最多时达到287部，其中国产片52部。1896年，法国百代公司来到天津，在天津法租界的天丰舞台(今新华路与滨江道交口处)放映“外洋灯影”（即电影），这是天津最早的电影放映。首映电影放映员是天津人王子实和周子云。1906年3月8日，天津青年会在天仙茶园放映电戏（电影），不但明确了收费标准，还设立了代售票处。1907年1月8日，天津人最早独自经营位于法租界葛公使路（今滨江道）与巴黎路（今吉林路）交口的“权仙电戏院”诞生，这是中国最早的电影院。天津是在中国最早上映苏联电影的城市。1924年3月23日，中共天津地委在天津平安电影公司举行了电影招待会，放映苏联纪录片《列宁出殡记》。随着电影院的蓬勃兴起，国外许多电影公司纷纷来到天津占领电影市场。1929年，在全年放映的82部影片中，有派拉蒙24部、福克斯10部、华纳5部、百代3部等。1929年12月31日“平安电影院”（天津音乐厅）就开始上映了世界最早的美国二十世纪福克斯的彩色有声影片《歌舞升平》。七七事变后，日本侵略军占领了天津，对电影放映严加控制，天津的电影院一半以上被查禁关闭，电影业处于颓势。1938年天津成立了日本影片公司，即新民映画协会。太平洋战争爆发后，日本人没收了英籍人开办的影院如平安、光明、大光明等，英、美影片在天津被查禁，德国、意大利影片开始进入天津。1945年日本投降后，美国电影公司卷土重来。1947年美国影片公司在天津共设办事处8家，即米高梅、雷电华、环球国际、哥伦比亚、福克斯、华纳、联美、派拉蒙。苏联影片公司亚洲只有天津办事处一家。中国影片公司在天津设有新龙公司，专门代理上海、香港各民营厂出品的影片，国民党中宣部设有天津影片服务部。本市有影片公司两家，即光华影剧公司、渤海影片公司。1947年天津共放映287部影片，其中美国在天津8个影片发行公司经营的影片占了204部。 解放后，1958年成立天津电影制片厂，其作品《香魂女》于1992年获柏林国际电影节“金熊奖”。

#### 电影摄制
天津是拍摄电影较早的城市，近代天津留下了许多影片史料。1900年，天津义和团为反抗八国联军入侵，焚烧了望海楼教堂。这些情景被詹姆士·威廉逊拍摄进《中国教会被焚记》。1902年，美国比沃格拉夫公司派出的摄影师缪托斯柯甫，将天津最早的居民聚居地三岔口和附近的建筑与庙宇，以及当时天津繁华的商业中心北大关一带的风貌一一摄入镜头，制成风景短片《天津街景》。

### 话剧
在中国话剧历史上，天津有着重要的地位。中国早期话剧运动创始人之一，第一个演《茶花女》的是天津人李叔同。他于1906年与同学曾孝谷创办业余话剧团体“春柳社”，演出《茶花女》，开中国话剧之先河。第一个到外国学习现代戏剧艺术，并把西方写实剧首先介绍到中国来的是天津教育家，早期话剧(新剧)活动家、导演张彭春。 而其兄中国现代职业教育家。南开大学创建人、校长张伯苓早在1901年就提倡话剧(当时称“新剧”，也称“文明戏”)。他和教职员学生一起创作演出话剧。他曾亲自编剧、导演。也培养了一批出色的演员，当时周恩来、曹禺还在天津南开中学读书时，已经成为南开新剧团的主要演员，周恩来1913年进天津南开学校读书，很快成为新剧活动积极分子。1914年南开正式成立新剧团，他被选为布景部(大约相当于现今舞台美术组)副部长。那时还不许妇女演戏，周恩来被认为是最好的“男旦”。南开早期的戏都是师生集体讨论编写，周恩来也参加过，并于1916年9月在南开《校风》杂志上作为社论发表《吾校新剧观》。曹禺后来成为中外知名的戏剧文学家。张伯苓提倡戏剧，目的是把戏剧作为美育和道德品质教育的手段。在他的提倡影响和扶持下，四十多年来，在天津、昆明和重庆各个时期的南开话剧理论、史话、纪事、演出剧目(近200个)，创作及改译的剧目(近100个)剧评等。此外，天津还出现过很多著名话剧人，如：焦菊隐、谢添、林兆华和于是之等。

### 音乐

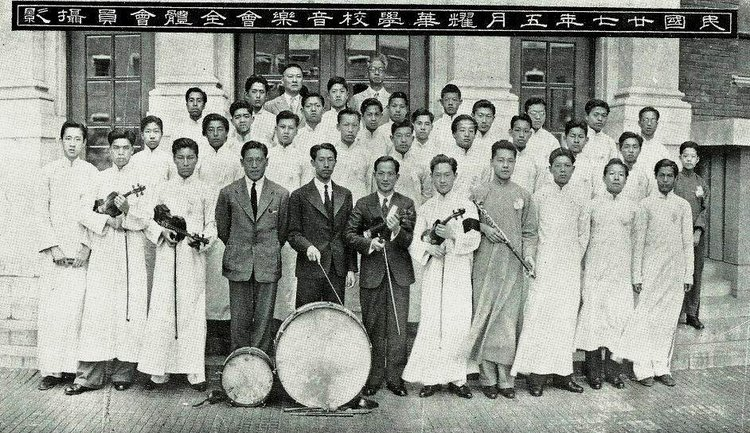
民国初年的天津乐团合影

20世纪30年代，几位世界级的古典音乐家包括小提琴家雅沙·海飞兹、弗里茨·克莱斯勒、钢琴家拉赫玛尼诺夫等先后来到天津演出。李叔同是向中国传播西方音乐的先驱者，其作词的《送别歌》在民国初年作为在新式学堂中教授的学堂乐歌广为传唱经久不衰，已经成为中国音乐史上的经典名篇。1950年代，中央音乐学院和天津音乐学院先后在天津创建。这两所院校培养出许多现代音乐家和演唱家。1988年，天津音乐家苏聪凭借为影片末代皇帝的原声音乐作曲获得第60届奥斯卡最佳电影作曲奖。成为首位获得奥斯卡金像奖的中国人。此外，有“第二国歌”之称的《歌唱祖国》的作曲者王莘和北京奥运会开幕式主题曲《我和你》演唱者之一的刘欢都是天津人，《歌唱祖国》的首演地便是天津的耀华学校礼堂。而流行音乐巨星张学友的祖籍也是天津。

### 建筑
天津历史上拥有众多的中式古建筑，主要集中在天津老城和宫北大街及宫南大街一带。由于近现代战争和人为的破坏，现今留存下来的中国古典建筑数量不多并多以宗教场所为主，如祭祀孔子的天津文庙；道教的天津天后宫、玉皇阁、天妃宫遗址和义和团吕祖堂坛口遗址等；佛教的大悲禅院、蓟县的独乐寺和千像寺造像等；伊斯兰教的清真大寺和天津清真南大寺。另外，天津鼓楼、石家大院、李纯祠堂和天津广东会馆等均是天津中式建筑的主要代表。
由于近代租界的发展，给天津留下了大量的西洋建筑。天津的西洋建筑，以多种多样为特色，各个租界国家、不同时期、不同风格遍布当年的天津租界。毛泽东和邓小平都曾不止一次称赞过“北京的四合院，天津的小洋楼”。其中位于解放北路的一组欧洲风格的银行、商家和饭店所构成的建筑群是天津外国建筑的典型代表，例如：采用爱奥尼柱式柱廊、严谨古典主义风格的天津汇丰银行大楼、英国古典风格的天津利顺德饭店、古典复兴主义风格的原中央银行天津分行大楼、兼具科林斯柱式和塔斯干柱式廊柱的原中法工商银行大楼等。而市内还有很多二、三十年代遗留下来、风格迥异的别墅。其中，五大道更是有“万国建筑博物馆”之称。五大道的有代表性的建筑有曼塞尔式红瓦坡顶的原天津工商学院主楼和庆王府等。而天津意式风情区前身是天津意租界，目前是亚洲唯一一处意大利式的大型建筑群。 区内的著名意大利风格建筑有原回力球馆、意大利兵营、梁启超旧居等。另外，原处于法租界的和平路沿线也分布着众多法国风格的建筑，如天津劝业场大楼、惠中饭店大楼、浙江兴业银行大楼等。而一些优秀的西方宗教建筑也成为天津城市中的建筑精品，如法国罗曼式风格的西开教堂、犹太教风格的天津犹太教堂、哥特式风格的望海楼教堂和安里甘教堂等。

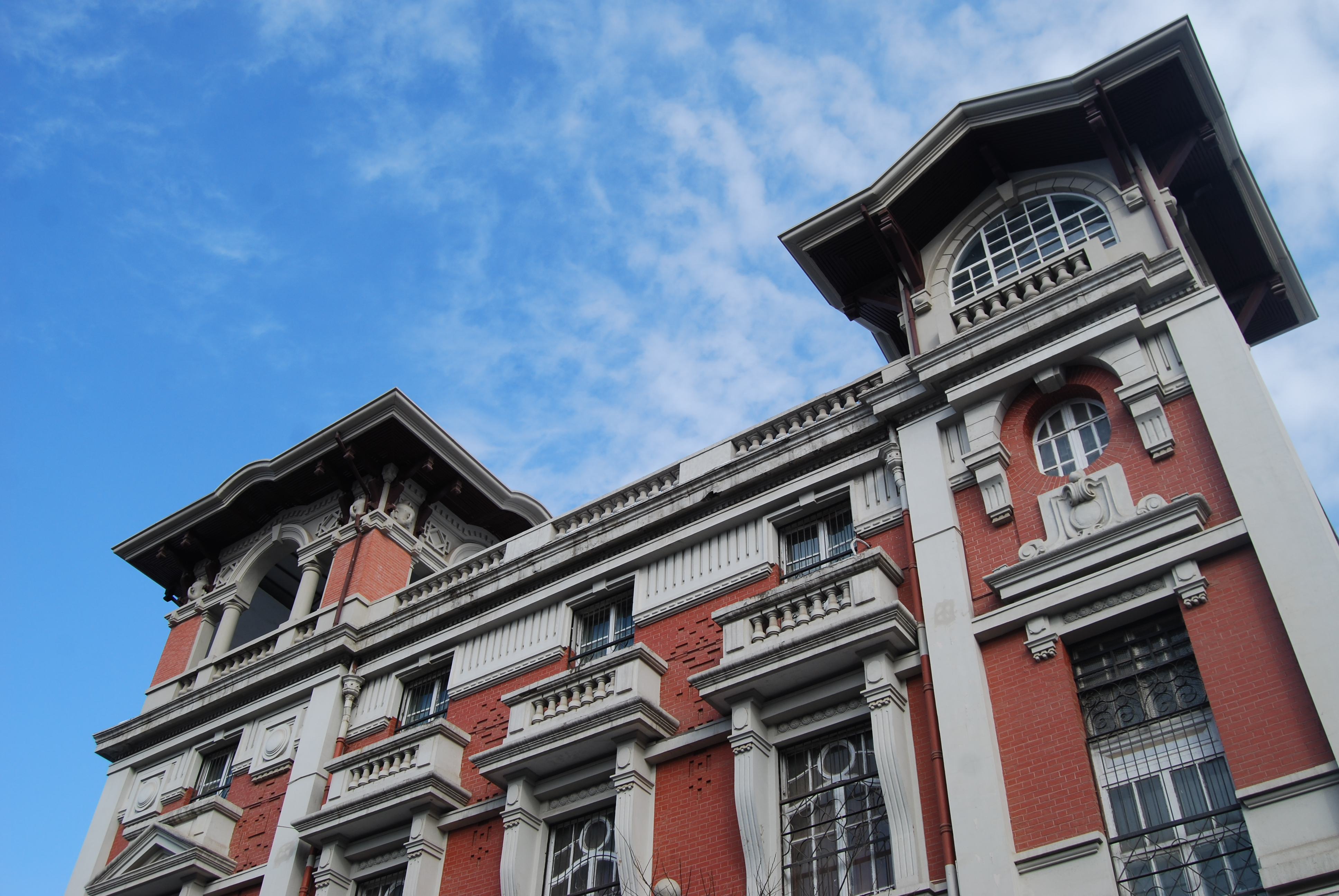
天津东方汇理银行大楼
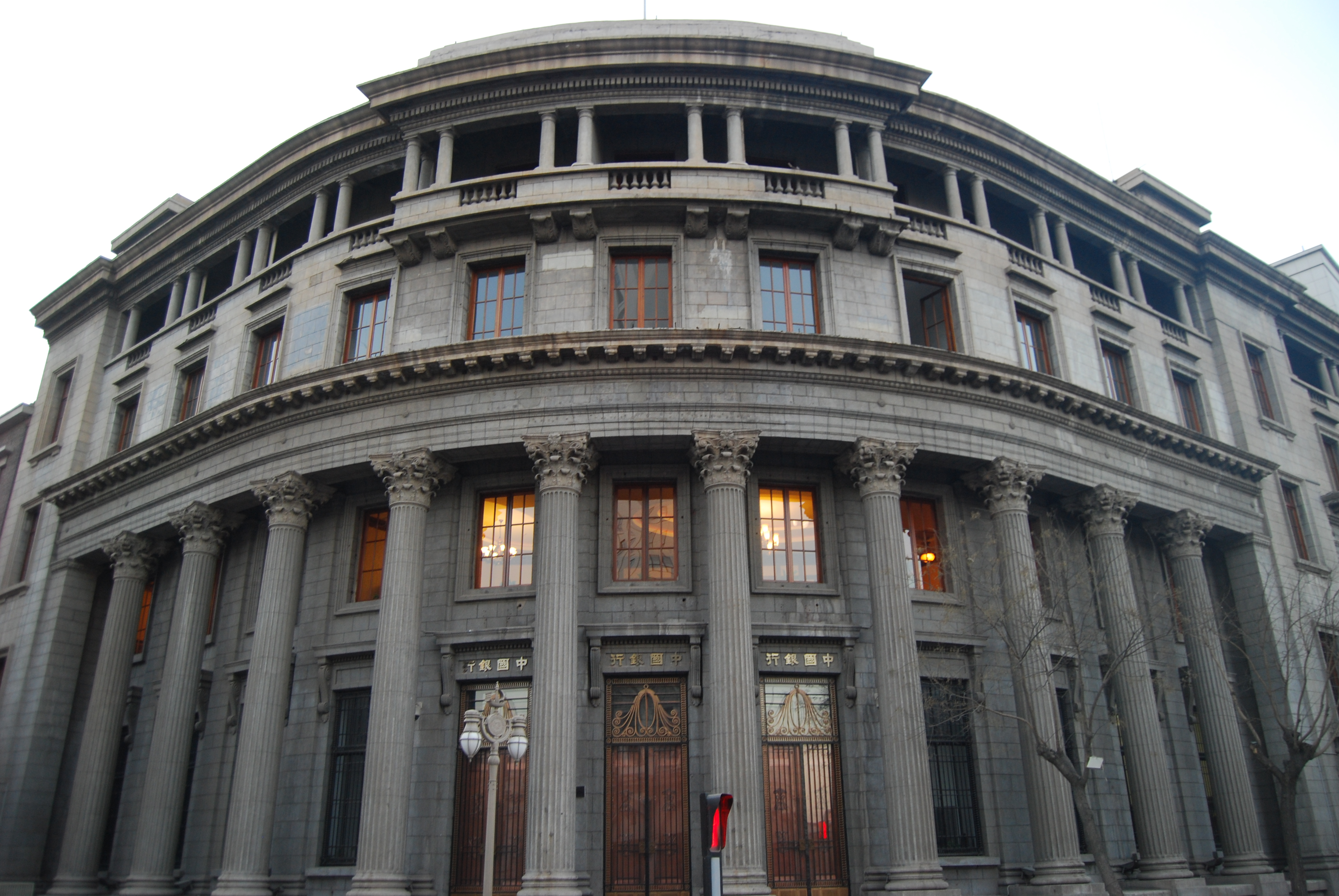
天津中法工商银行大楼
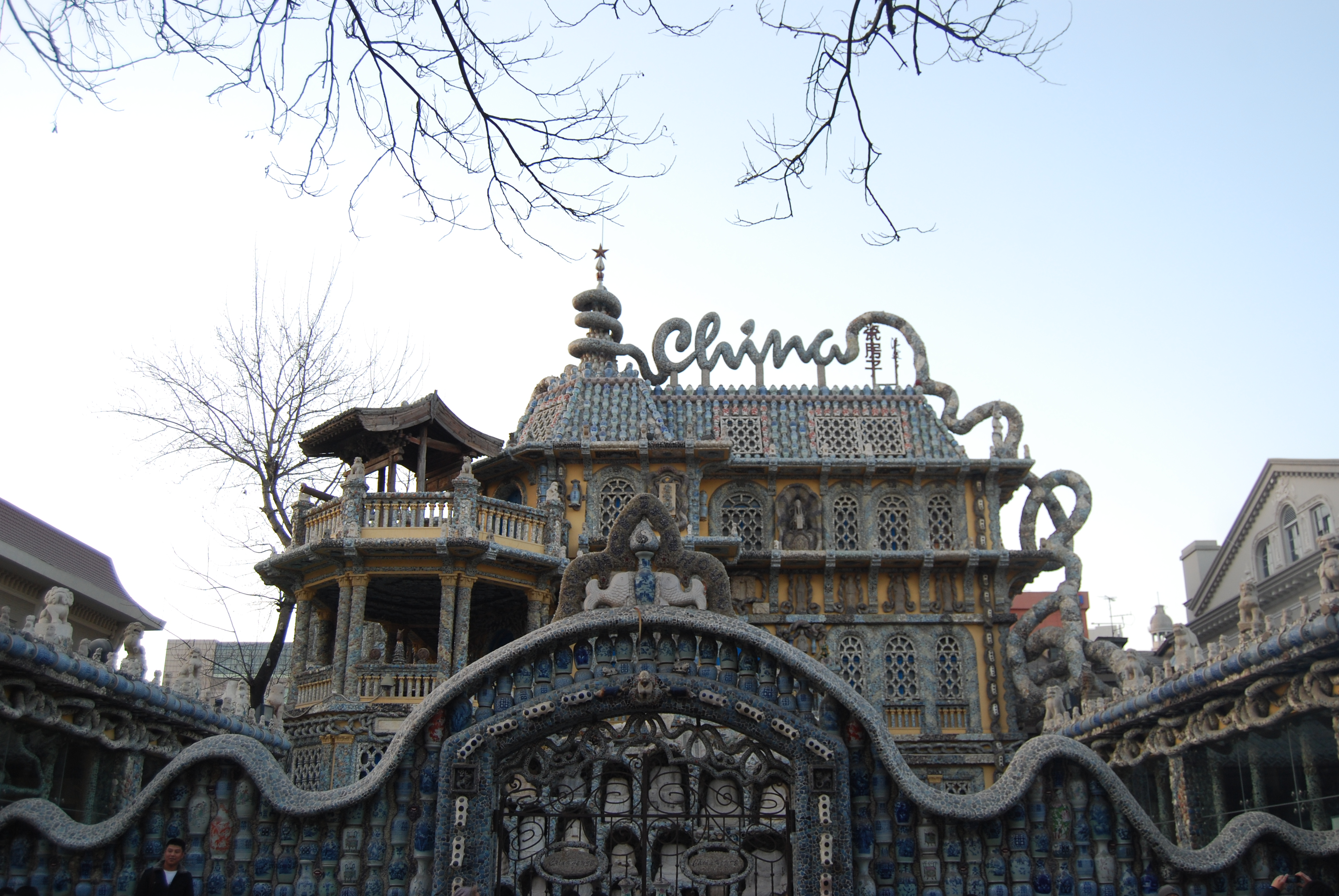
瓷房子
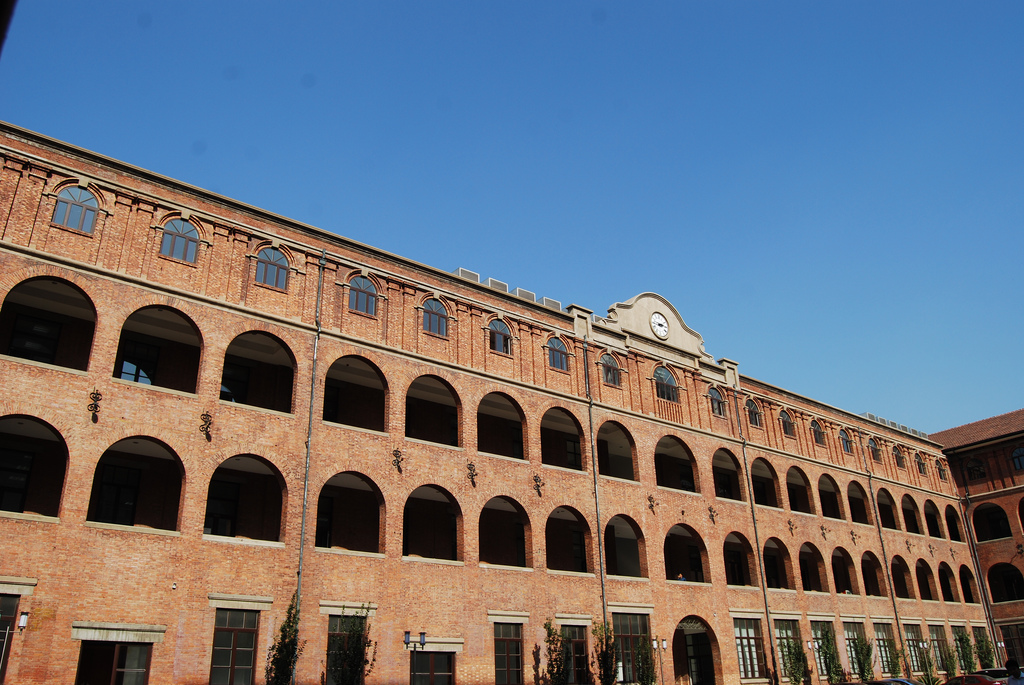
意大利兵营

## 传媒

### 报刊
天津开埠后，伴随着经济贸易和对外交往的发展，作为信息交流和传播载体的大众传播媒介也随之发达。大批外国传教士、商人、外交人员为宣传教义、了解商情、传达消息纷纷在天津创办报刊。西方几近成熟的报刊形态使得近代天津报刊一开始就呈现出较为完备的形态，近代天津新闻传播以报刊为主要形式，因而租界报刊的繁荣，也促进近代天津新闻事业的发展。到20世纪30年代初,天津发行报纸30余种,总发行量超过29万份,本地发行18.7万份,日均2.5人就有一份报纸,这还不包括多如牛毛的各种小报。
租界利用特殊的政治和舆论环境，使得存在其中的天津本土报刊在自由与管制的两重境遇中有了一定的发展。同时，租界报刊由于受到经营理念、文化观念和西方传媒技术的影响而繁荣，也为近代天津新闻事业的发展作出重要贡献。。

#### 外文报刊
光绪六年（1880）与光绪七年（1881）的两个冬季，天津英租界曾出版过一份小报《北方邮报》，内容主要是刊登海关贸易统计之类的报告，并非正式的报纸。光绪十二年（1886），天津第一家正式报纸——英文版的《中国时报》，《中国时报》是清末民初在中国比较有影响的一家报纸。1886年11月6日，由天津海关总税务司英籍德国人德璀琳与英商怡和洋行总理笳臣（Alexander Michie）集资，创办于天津英租界，分中英文两版。
20世纪初以后，天津法租界的经济不断繁荣，各大、小报社又聚集于法租界。法租界的中外文报刊主要有《庸报》、《商报》、《新天津报》、《华北新闻》、汉文《泰晤士报》、《华北明星报》、《评报》、《中华新闻画报》、《北洋画报》、《玲珑画报》、《风月画报》等等。
天津日租界的外文报刊大体上经历了两个阶段先是居留民团时期, 报刊主要为日侨服务,经费和读者少, 经营困难；日寇占领天津后, 借助其侵略势力及财力补助, 而且读者群也相应扩大, 内容信息也大为丰富, 日伪报刊才得以生存和发展。较早的日文报纸有《北清日报》。1918年以后又出现了《京津日日新闻》、《天津经济新报》、《华北商报》等。七七事变之前，日租界内还出现了大批经济报刊，为日军大举进攻中国制造舆论和声势。。

#### 中文报刊

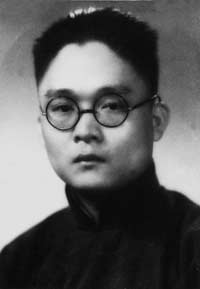
第二次国共内战时期《大公报》的主笔人天津人王芸生

《时报》是清末民初在中国比较有影响的一家报纸。1886年11月6日，中文版的内容分为“谕旨”（皇帝的命令）、“抄报”、“论说”、“京津新闻”、“外省新闻”、“外国新闻”等栏目。英国传教士李提摩太曾担任过主笔。1891年停刊。
维新派人士严复、夏曾佑、王修植等于1897年10月在天津创办了《国闻报》，积极宣传维新变法理论。民国初年，京津同盟会在法租界创办宣传民主革命为宗旨的机关报《民意报》。许多来往京津一带的革命党人，都以该报报馆作为秘密联络点。
《大公报》于1902年6月17日在天津法租界首次出版，其创办人是英敛之（同时也是辅仁大学倡议者之一，属清末保皇党）。英敛之在创刊号上发表《〈大公报〉序》，说明报纸取大公一名为“忘己之为大，无私之为公”，办报宗旨是“开风气，牗民智，挹彼欧西学术，启我同胞聪明。”英敛之主持《大公报》十年，政治上主张君主立宪，变法维新，以敢议论朝政，反对袁世凯著称，成为华北地区引人注目的大型日报。七七事变后，天津、上海相继陷落。《大公报》力主抗战，表示“一不投降，二不受辱”，天津版、上海版分别于1937年8月5日、12月14日停刊。抗战胜利后，《大公报》着手停刊各版的复刊工作。1945年11月1日、12月1日，上海版和天津版相继复刊。1949年1月15日，解放军攻占天津，津版改组为为《进步日报》。
从1945年到1948年，天津先后发刊的晚报就有《自由晚报》、《新生晚报》、《大众晚报》、《人民晚报》、《夜报》、《民国晚报》、《大路晚报》、《真善美晚报》等8家，其中除《民国晚报》是附属于《民国日报》的国民党党报外，其余都是独立经营的。这些报纸中以《新生晚报》影响最大，1949年1月15日当天，《新生晚报》和《民国日报》发行了天津解放的号外。随后，旧有各报一律停刊。1月18日，党中央给北平、天津两市市委发了指示，要求不要命令旧有报纸一律停刊。经过市军管会文教部对旧有报刊的审阅，3月，《新生晚报》复刊。
1949年后，天津所有的中外报社均被接收，报纸或改组或停刊。现在天津报业大体由天津日报和今晚报两大市属报业集团垄断。
| - 天津日报报业集团： - 新闻时政类：每日新报、城市快报 - 生活时尚类：采风报、车天下、新广角、假日100天 - 体育报：球迷 |
| - 今晚报集团： - 新闻时政类：今晚报、渤海早报 - 生活服务类：天津老年时报、今晚经济周报 - 刊物：今日天津              |

### 广播
天津人民广播电台始建于1949年，拥有九套节目，分别是新闻广播、滨海广播、交通广播、经济广播、生活广播、文艺广播、音乐广播、相声广播和小说广播。

#### 电视
天津电视台（TJTV），简称“天视”，始建于1958年10月， 1960年3月20日正式开播，是中国创建最早的四家电视台之一。地面信号覆盖天津市和北京、河北、山东等省市部分地区。1998年12月28日原17频道上卫星播出并更名天津卫视，如今已进入全国30省会城市及直辖市200多个地级市的有线网络，收视人口达6亿。现有14个专业频道(含付费频道)。此外，天津电视台间谍题材的影视作品表现优异，如电视剧《潜伏》、电影《风声》等。
2008年12月28日零时，天津电视台第10套节目—国际频道正式开播。经国家广电总局正式批准，天津电视台国际频道将通过“中国长城电视平台”在北美落地。

## 饮食
天津地方风味菜系起源于民间，从形成到发展至今有300多年的历史。天津菜系形成和发展与漕运和盐商息息相关，运河船夫的饮食，促进了天津小吃的繁荣，清末光绪年间天津城的饭馆已“五百有奇”，而津菜形成的标志便是1662年为庆祝康熙登基而开设的聚庆成饭庄。乾隆下江南，多次驻足天津，曾赏赐厨师黄马褂和五品顶戴花翎，并将“烧目鱼条”一菜赐名“官烧目鱼”。1860年天津被辟为对外开放商埠，外来资本大量输入，西方饮食随即进入津门，较为有代表性的就是起士林餐厅。现今天津饮食主要分为汉民菜、清真菜、天津素菜和地方小吃四大门类。
天津菜多以河、海两鲜为原料，擅长勺扒、软溜、清炒、清蒸。并且口味多变，咸鲜清淡，精于调味，清浓兼备，注重配色。历史上有代表性的天津风味菜肴有八大碗、四大扒、冬令四珍。八大碗有粗、细之分。粗八大碗指：熘鱼片、烩虾仁等。细八大碗有：炒青虾仁、烩鸡丝等。四大扒是成桌酒席的配套饭菜，包括：扒整鸡、扒整鸭等。冬令四珍指铁雀、银鱼、紫蟹、韭黄，均为天津特产。现代天津名菜有：蟹黄鱼翅、软熘鱼扇、鸡丝银针等。

### 特色饮食
| - 津菜：八大碗、四大扒、冬令四珍                                                             |
| - 天津三绝：狗不理包子、十八街麻花、耳朵眼炸糕                                               |
| - 特色小吃：糖堆儿、果仁张、蹦豆张、石头门槛素包、杨村糕干、芝兰斋糕干、小宝栗子、龙嘴大茶壶 |
| - 特色早点：煎饼果子、锅巴菜、老豆腐、果子、烫面炸糕、卷圈、糖果子、荷包蛋                   |
| - 特产：独流老醋、小站稻、茶淀葡萄、沙窝萝卜、天津甘栗                                       |

## 老字号
天津作为中国工商业的发祥地之一，历史上老字号众多，2009年6月20日，天津市商务委和天津市商业联合会宣布本市老字号协会成立，新成立的天津市老字号协会拥有会员单位127家，其中百年以上的老字号29家。
较有名的老字号有：谦祥益、同升和、正兴德、隆顺榕、桂发祥、狗不理、耳朵眼、桂顺斋、达仁堂、起士林、天宝楼、风筝魏、老美华、冠生园、瑞蚨祥、泥人张、果仁张、蹦豆张、大福来、杨柳青、亨得利、鸿起顺、登瀛楼、月盛斋、盛锡福。